# Maria Scutti
Pour les articles homonymes, voir Scutti.
Maria Scutti (août 1928 - 2005) est une athlète paralympique italienne qui a remporté 15 médailles, dont dix en or, lors des Jeux paralympiques d'été de 1960 à Rome.
Surnommée la « femme d'or » (en italien : donna d'oro) grâce à ces succès, Maria Scutti est l'athlète qui a obtenu le plus grand nombre de médailles en une seule édition des Jeux paralympiques. Elle a participé aux épreuves de
lancer de massue, de javelot, de lancer du poids, de natation, d'escrime et de tennis de table. Elle est aussi la deuxième athlète italienne pour le nombre total de médailles remportées, derrière Roberto Marson (26 médailles en 4 éditions).

## Palmarès

### Athlétisme
- Jeux paralympiques d'été de 1960
  -  Médaillée d'or en lancer de massues A
  -  Médaillée d'or en lancer de massues B
  -  Médaillée d'or en lancer du javelot A
  -  Médaillée d'or en lancer du javelot B
  -  Médaillée d'or en lancer du javelot de précision A
  -  Médaillée d'or en lancer du javelot de précision B
  -  Médaillée d'or en lancer du javelot de précision C
  -  Médaillée d'or en lancer du poids A
  -  Médaillée d'or en lancer du poids B
  -  Médaillée de bronze en lancer de massues C
  -  Médaillée de bronze en lancer du javelot C

### Natation
- Jeux paralympiques d'été de 1960
  -  Médaillée d'or sur 50 mètres brasse C4
  -  Médaillée d'argent sur 50 mètres dos C4

### Escrime
- Jeux paralympiques d'été de 1960
  -  Médaillée d'argent en fleuret individuel féminin

### Tennis de table
- Jeux paralympiques d'été de 1960
  -  Médaillée d'argent en double dames B